# Ruby Anderson
Pour les articles homonymes, voir Anderson.
Pas d'image ? Cliquez ici

a Compétitions nationales et continentales officielles uniquement.

b Matchs officiels uniquement.
Dernière mise à jour le 18 mai 2025.
Ruby Anderson, née le 8 mai 2007 à Gosford (Australie), est une joueuse internationale australienne de rugby à XV qui évolue au poste de troisième ligne aile. Elle joue le Super Rugby Women's avec les Waratahs.

## Biographie
Ruby Anderson naît le 8 mai 2007 à Gosford en Australie. Elle commence la pratique du rugby à XV à l'âge de neuf ans, au Avoca Beach RC.
En 2024, pour sa première saison avec le Sydney University FC, elle remporte le championnat de Sydney. Elle est ensuite sélectionnée par l'équipe d'Australie pour le WXV 2024 mais ne figure sur aucune feuille de match;
En 2025, elle remporte le Super Rugby Women's avec les Waratahs, puis est sélectionnée pour la Pacific Four Series. Elle devient internationale face aux États-Unis.

## Palmarès
- Vainqueur de la Jack Scott Cup en 2024.
- Vainqueur du Super Rugby Women's en 2025.